# Un uomo senza tempo/Quando l'orchestra suonerà
Un uomo senza tempo/Quando l'orchestra suonerà è un 45 giri della cantante italiana Iva Zanicchi, pubblicato per il mercato francese nel 1970.

## Tracce
Lato A
- Un uomo senza tempo - 3:34 - (E. Lombardi - Piero e José)

Lato B
- Quando l'orchestra suonerà - 2:50 - (E. Parazzini - P. Maggi)